# Radio Sarandí
Radio Sarandí es una emisora de radio uruguaya, que transmite en la frecuencia AM 690 kHz, con la característica CX 8.

## Historia
Fue creada en 1931 por el cura Ramón Puyal y Garanto bajo el nombre de Radiodifusora Jackson y con la denominación de CX38.
Sus primeras transmisiones iniciaron el 21 de enero de 1931 en los fondos de la Capilla de la Sagrada Familia, en el barrio Atahualpa. En las emociones inaugurales participaron distintas personalidades, entre ellas José Luis Zorrilla de San Martín, el doctor Alberto Gallinal Heber y el Arzobispo de Montevideo Juan Francisco Aragone quien en su discurso expreso la función de la nueva emisora:

“Implantada entre nosotros para servicio de la Santa Causa de Dios y su Iglesia”.

La emisora emitió durante años una programación basada en música clásica, charlas de catequesis, transmisiones directas de la Santa Misa, así como un programa especial conducido por el cardenal Antonio María Barbieri.
Desde su puesta al aire, salió a la venta una revista que contenía la programación habitual y especial de la radio, donde también se incluían temas y columnas especiales, desde arquitectónicos, científicos y culturales. Algunos de estos fueron llevados adelante por  Esther de Cáceres, el escultor y pintor José Luis Zorrilla de San Martí, el arquitecto Julio Vilamajó, entre otras personalidades destacadas.
La denominación de Radiodifusora Jackson hacía referencia a la familia Jackson, propietarios de la capilla y de la quinta. 
En 1936 la señal de CX 38 es adquirida por el Servicio Oficial de Difusión Radioeléctrica dando cierre a la entonces Radiodifusora Jackson. En 1948 el doctor Salvador García Pintos crea Radio Sarandí, bajo la denominación de CX8. 
En 1973, doce días después del Golpe de Estado de Juan María Bordaberry, el 9 de julio de ese año el periodista Rubén Castillo citó al aire el poema "a las cinco de la tarde" de Federico García Lorca, convocando a los uruguayos a manifestarse en repudio de la dictadura militar a las 5 de la tarde en el Centro de Montevideo.

## Accionistas
En 1991, la radio fue comprada por Ramiro Rodríguez-Villamil. En 2000 la radio pasó al grupo Claxson, y en 2007 al grupo Albavisión.

## Programación
La programación de Radio Sarandí es generalista, en su programación se encuentran programas periodísticos, como Las Cosas en su Sitio, Hora de cierre, Agronegocios Sarandí o Es Noticia, magazines como Viva la Tarde, Palabras Cruzadas y Sábado Sarandí, así como programas enfocados a difusión musical.

## Servicio informativo
El servicio informativo de la radio es Informativo Sarandí, que cuenta con cuatro emisiones diarias, en la mañana, el mediodía, la tarde y la noche y en la mañana de los fines de semana. Es retransmitido por Radio Futura 91.1, Del Plata 95.5 y 102.9 FM Total): 
- Informativo Sarandí a las 7
  - Conducción: Aldo Silva, Gabriel Pereyra y Laura Rodríguez
  - Jaime Clara (sábados, como parte de Sábado Sarandí) y Marcela Demora (domingos).

- Informativo Sarandí al mediodía
  - Conducción: Daniel Castro y Yuliana Cartagena

- Informativo Sarandí a las 18
  - Conducción: Marcela Demora y Juan Pablo Da Costa

- Informativo Sarandí de cierre
  - Conducción: Marcela Demora.

## Personalidades
Entre sus comunicadores se destacan: Carlos Solé, Néber Araújo, Eduardo Corso, Mirta Acevedo, Rubén Castillo y Jorge Traverso.

## Frecuencias Anteriores
- 90.5 MHz - Santa Rosa
- 1590 kHz - Colonia del Sacramento
- 100.3 MHz - Rivera
- 96.1 MHz - La Paloma